# Heracleum grande
Heracleum grande là một loài thực vật có hoa trong họ Hoa tán. Loài này được (Dalzell & A. Gibson) Mukhop. mô tả khoa học đầu tiên năm 1973.